# FIFA World Player of the Year 2004
L’edizione 2004 del FIFA World Player, 14ª edizione del premio calcistico istituito dalla FIFA, fu vinta dal brasiliano Ronaldinho (Barcellona) e dalla tedesca Birgit Prinz (FFC Francoforte).
A votare per la graduatoria maschile furono 302 giurati, di cui 157 commissari tecnici e 145 capitani, mentre per quella femminile furono 223, di cui 114 commissari tecnici e 109 capitani.